# Mata Ie (Ranto Peureulak)
Mata Ie is een bestuurslaag in het regentschap Aceh Timur van de provincie Atjeh, Indonesië. Mata Ie telt 856 inwoners (volkstelling 2010).